# Olea wightiana
Espèce
Classification phylogénétique
Olea wightiana Wall. ex G. Don est une espèce de plantes à fleurs du genre Olea et de la famille des Oleaceae. C'est un arbre peut atteindre 30 m et qui pousse en Inde. Il a été reconnu et classé dans le sous-genre Tetrapilus par P.S. Green lors de sa révision du genre Olea (2002) avec ses synonymes et sa description botanique (taxon 22 Tetrapilus).

## Synonymes botaniques
- Olea dioica var. wightiana (Wall ex. G. Don) DC. (1844).
- O. heynana Wall ex. G. Don (1837). Type India.
- O. malabarica Kostel (1874).
- O. dioica sensu C.B. Clarke (1882).

## Description botanique

### Appareil végétatif
- Forme végétative : arbre jusqu'à 30 m de haut max. ;
- Sexualisation : androdioïque ;
- Ramure : jeunes pousses glabres ;
- Feuillage : feuilles légèrement coriaces, glabres ;
  - pétioles qui ont entre 5 et 10(-15) mm de long, épais, virant au noir,
  - limbe lancéolé à étroitement ovale, (5,5)9 à 14(-19) cm de long et large de (2-)4 à 6(-8) cm de large, la base est obtuse, atténuée sur le pétiole,
    - bords entiers ou dentés avec 8 à 10 dents de 0,5 à 1 mm dans la moitié supérieure,
    - apex est acuminé.

  - Nervures : 6(-7) nervures primaires de part et d'autre de la nervure principale, sombre sur le dessus, obscure et légèrement saillante en dessous.

### Appareil reproducteur

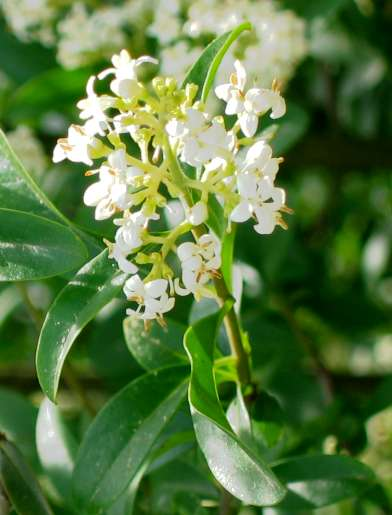
Inflorescence d'Oleacée en panicule.

- inflorescences : axillaires, cymeuse-paniculées de 2 à 5 cm de long, fleurs abondantes, glabres ;
  - pédicelles 1 à 2 mm de long.
- anatomie florale :
  - Calice glabre, en tube de 0,25 delong, lobes triangulaires, légèrement ciliolés 0,25 mm de long ;
  - corolle à lobes obtus, cucullés, 0,5 à 0,75 mm de long, en tube dans les fleurs mâles de 1,5 de long, de 2,5 à 3 mm de long dans les fleurs bisexuées ;
  - étamines :
    - anthères largement elliptiques, de 1 mm de longueur avec un filet de 0,25 mm de long, connective, sans appendice développé.
    - ovaire en forme de bouteille, de 1 mm de long, style 0,5 mm de long, stigmate 0,25 mm de long, parfois bi-lobé ;
- fruit : drupe ellipsoïde-ovoïde de 10 à 12,7 par 7 à 8 mm.

### Répartition géographique

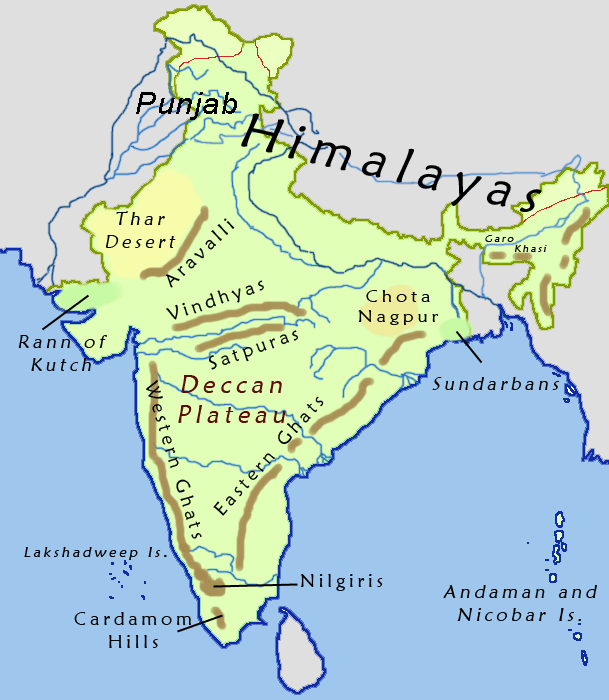
Collines des Ghats.

Le matériel examiné provient de l'Inde (Ghats de l'Ouest, plateau du Deccan) :
- Maharashtra : Kahneri (1985), Borivili (1985) ;
- Karnataka : Mableshawar (1920) ;
- Kerala : Ponmudi (1980) ;
- Tamil Nadu : Kodal Kanal (1979).

### Note botanique
Olea wightiana a été, avec persistance, confondu avec O. dioica à cause de la nervuration de ses feuilles, la forme de l'apex des feuilles et les dents du bord des feuilles. Ces deux taxons occupent des aires géographiques distinctes. O. wightiana est une endémique des Ghats occidentaux.

## Utilisations
Cette espèce est recherchée par les amateurs de bonsais.

## Sources
Pour des articles plus généraux, voir Oleaceae, Olea et Tetrapilus.